# 严修
嚴修（1860年4月2日—1929年3月14日），字範孫，號夢扶，別號偍屚生，天津府天津縣（今天津市）人。严修是中国清末民初时期创办新学的教育思想家、改革家和实践家，他主张教育救国，致力于教育变革。严修在废除科举制度、兴办师范教育、女子教育及社会教育等方面都进行了深入的实践，他循序渐进办教育，对外国教育进行了广泛考察，取法西方、立足本土办教育的理念。
1882年，严修乡试中举，次年中进士，后入清翰林院任职。1894年，严修任贵州学政，提倡经世致用之学，任内曾捐资办学。1897年，严修上奏朝廷废除科举、开设经济特科，被梁启超称之为“新政最初之起点”。戊戌变法失败后，严修弃政从教回到天津与張伯苓在严氏家馆的基础上先后共同创办天津南开中学、南开大学等南開系列學校，被尊称为“南開校父”。
同时，严修也是书法家，在近代与華世奎、孟廣慧、趙元禮并称天津书法四大家。

## 生平

### 早年生涯
严氏祖先世居浙江省慈溪县，清顺治年间(1644-1661)七世祖严应翘，因经营盐业迁居天津，遂为天津籍。
1860年，英法联军入侵天津期间。严家暂离天津，避居于直隶省三河县的严家盐店所在地。清咸豐十年三月十二日（1860年4月2日），严修生于直隶省三河县，出身于天津盐商世家严氏家族，初名严慎修，后更名严修。
严修出生当年，其父严克宽为了治家，放弃科举并将获取功名的希望寄托于严修。严修自幼饱读诗书。严修3岁时随家人返回天津，6岁入私塾，师从查贴青先生，发蒙课本为《龙文鞭影》。严修9岁学作试律，14岁应院试，入府学，15岁应岁试，取一等第七名。1876至1881年，严修跟随举人张绅攻读《诗经》《书经》《礼记》《左传》《朱子汇参》，并到辅仁书院、问津书院按期应试各课，所做课艺常名列前茅。1878年，严修年18岁时应院试，补凛膳生。随着在科举道路上的顺风顺水，严修猎取的书籍范围也越来越广。1881年，严修21岁时将《国语》《法言》《文选》《绛史》《经义述闻》等通读完毕，且还常温习《易》《诗》等。1883年，严修23岁时应顺天乡试，中举人，得到正考官徐桐对其经艺卷的大加称赞。严修回津后受到北洋大臣李鸿章的接见。
光緒九年（1883年）癸未科進士，殿試位列二甲第十一名；同年五月，改翰林院庶吉士。光緒十二年四月，散館，授翰林院編修。

### 贵州学政
光绪十年（1894年）8月31日，35岁的翰林院编修严修奉光绪帝上谕：“今特命尔前往贵州提督各府州县学政……贵州人文所萃，尤宜加意锐新，多方鼓舞，以称朝廷培植人才至意”。10月14日，严修离京赴任。
贵州学政期间，任内曾捐资办学。戊戌新政期间，严修上奏要求改革科举制度，开办经济特科，但守旧大臣却阻挠迁延，迟迟不办，光绪帝于1898年7月13下诏催迫，总理衙门与礼部才勉强定出章程，公布施行。但仅隔两个多月，戊戌政变就发生了被慈禧废止。严修因奏请开经济特科事得罪体仁阁大学士徐桐等清末守旧派官僚，1898年于贵州学政任满回京后被开去翰林院一切差使，仅留编修空名。

### 办学
戊戌变法失败后，经济特科罢停，严修仍相信中国必须变法维新，故辞官举家返乡在天津弃政从教，尝试兴办新式教育。严修最初在家中举办严氏家塾，即“严馆”，聘请北洋水师学堂毕业的张伯苓任教，教授学生学习英文、数学及理化，此外还提倡体育教育，让学生学习跳高，在当时属罕见之举。
1901年，严修受 《辛丑条约》刺激，先遣长子严智崇、次子严智怡随日本人大野赴日本短期进修日语并亲自到日本考察学务。同年，严修与张伯苓商议创办蒙养小学堂，第二年扩充后，改名为天津民立第一小学堂。
1902年，他又亲送严智崇、严智怡赴日留学。
1903年，严修从日本考察归来，袁世凯亲自造访力邀其出任直隶学校司督办。严修在主管直隶省学务的一年时间内，大力推行新政，要求每个府县必须设立一座学堂，同时设立一座师范学校。严修亲自主持建立了天津模范小学、天河师范学堂、北洋师范学堂、直隶女子师范学堂、直隶高等法政学堂等校。1904年，严修偕张伯苓一同赴日本考察新式教育，8月乘船回国时，提出“于津城办民力中学一处，以作中学之模范”。1904年10月17日，严修创办“私立中学堂”，1904年底，按照严修的意见，张伯苓将学堂更名为“私立敬业中学堂”，取“肃敬受业”之意。后称 “私立第一中学堂”，1907年改称“南开中学堂”，1912年改称为“南开中学校”。南开学校创办之初，严修即提出了“尚公”“尚能”的主张，张伯苓亦在多次演讲中提倡，并在办学过程中始终坚持公、能两个维度的教育。
1905年，學部设立后，他任侍郎。同年，在严修的主持下，把设在天津城西如意庵的私立中法学堂，改组为如意庵官立中学堂。
1908年，严修辞职后，回到天津继续兴办教育。1909年，他仍主持顺直教育事业。袁世凯被罢职后，严修也被清廷禠职。
1913年7月，严修率袁世凯三子赴欧游历，并将袁子安排在英国学习。1914年2月，严修在英国得电传被授为教育总长，但婉拒。1915年5月底，严修专程赴江苏南通用4天时间参观中国近代教育家张謇兴办的教育、实业和慈善等事业。

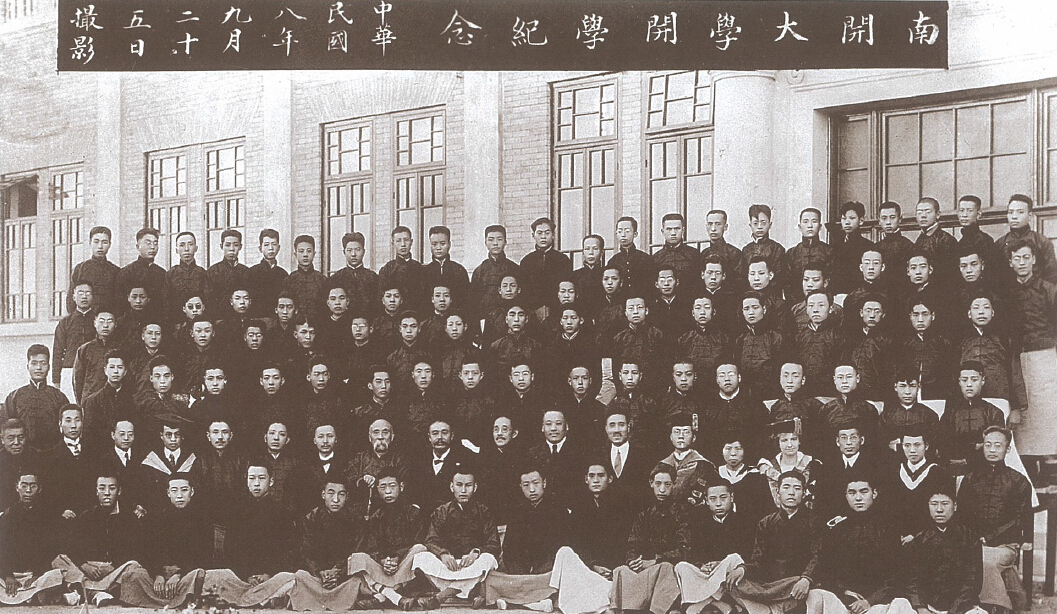
1919年9月25日南开大学开学纪念合影，第二排右九为严修，第二排右七为张伯苓，最后一排左一为周恩来

1918年10月，严修偕张伯苓去美国考察教育，途经日本考察时，正在日本读书的周恩来等陪严修参观游览考察。1919年9月25日，南开增设大学部。
1920年，在南开大学就读的周恩来参加学生运动后被捕，出狱后失学，严修出资7000元的设立“严范孙奖学金”，经南开大学校董会讨论，决定资助周恩来和教员李琴湘之子李福景赴欧勤工俭学，周恩来在去日本留学及以后留法勤工俭学时，都得过严修的资助。严修在自家账户上为周恩来开了一个户头，除了首年的款项将支票交由周恩来外，其余费用都是由他人每半年按时转寄。1922年农历正月初五，周恩来的父亲周懋臣专程去天津登门拜访，对严修的经济资助表示感谢。
1921年，严修有感于存社诗文唱和兴盛，在天津发起成立了城南诗社。其主持城南诗社期间，层屡邀社员到八里台的南开大学和附近的青龙潭（今天津水上公园内）相聚，讲授并观摩诗文创作。
1923年5月南开学校大学部迁到八里台的新校址。1923年9月，增设女中部（前身为严氏女塾，后更名严氏女学、严氏女中，1923年更名为南开女中。）
1927年，严修倡议成立一个教授国学的崇化学会。
1928年，南开学校增设小学部。

### 逝世
1928年12月底，严修应天津警备司令傅作义之邀，带病出席天津至杨村公路竣工仪式时受寒，归家即卧床不起。1929年3月2日，严修病体略有起色，他邀集好友华世奎、赵元礼、林墨青、陈宝泉等相见，作诗自挽：“小时无意逢詹尹，断我天年可七旬。向道青春难便老，谁知白发急催人。几番失马翻侥幸，廿载悬车得隐沦。从此长辞复何恨？九泉相待几交亲。”3月14日23时，严修因病逝世，享年69岁。天津《大公报》刊发社评《悼严范孙先生》，谓其逝世“诚为学界之大不幸”，“就过去人物言之，严氏之持身处世，殆不愧为旧世纪一代完人”。
在南开大学、南开中学举办的追悼会上，张伯苓致悼词称“严先生道德学问，万流共仰！个人追随颇久，深受其人格陶冶。南开之有今日，严先生之力尤多。严公逝世，在个人失同志，在学校失一导师，应尊严先生为校父。”

## 教育思想与实践

### 革新传统教育
严修从1894年12月29日接印上任贵州学政开始社会革新的实践，至1898年1月7日任满离黔。在三年有余的时间里，他倡导“敦品励学，讲求实用”的选科取士的学风。1897年10月，他提出了“经济特科”的主张，主张适当打破传统的选材取士的常规，选用有真才实学的新人。戊戌新政期间，严修上奏的《奏为时政维新破格迅设专科敬陈管见事》奏折，要求改革科举制度，开办经济特科。严修请开经济特科奏折到京后，光绪帝即令总理衙门会同礼部妥议具奏，但守旧大臣却阻挠迁延，迟迟不办。礼部侍郎徐致靖、御史宋伯鲁等复上书催请，光绪帝于1898年7月13下诏催迫，总理衙门与礼部才勉强定出章程，公布施行。但仅隔两个多月，戊戌政变就发生了。10月9日，慈禧发布懿旨：“嗣后乡试、会试及岁考、科考等，悉照旧制，仍以《四书》文、试帖、经文、策问等项，分别考试。经济特科，易滋流弊。并著即行停罢。”严修因奏请开经济特科事得罪体仁阁大学士徐桐等清末守旧派官僚，1898年于贵州学政任满回京后被开去翰林院一切差使，仅留编修空名。但严修上奏朝廷废除科举、开设经济特科之举对于革新传统教育影响深远，被梁启超称之为“新政最初之起点”。

### 倡导新教育、新学校

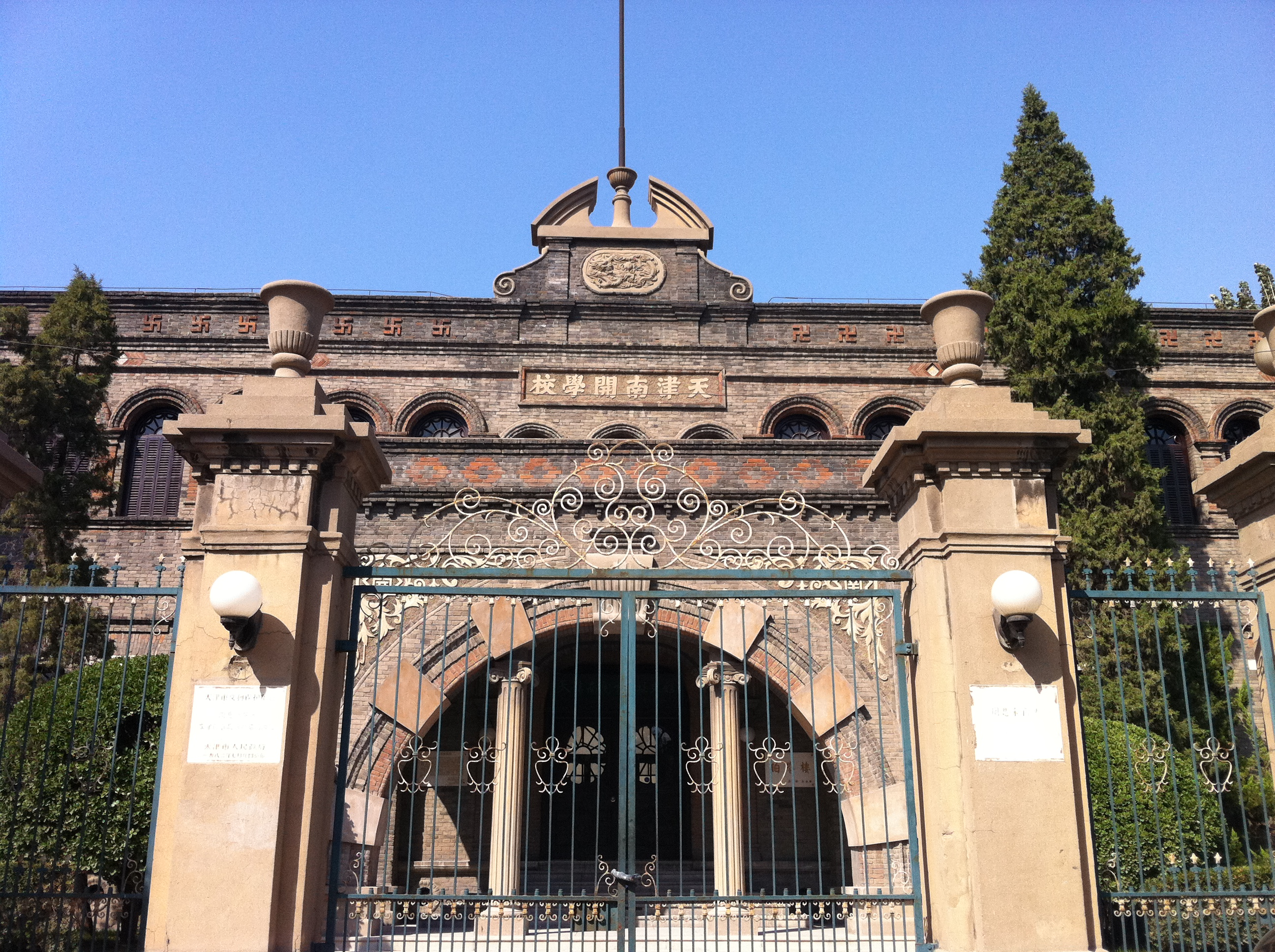
南开学校旧址

1898年，严修在自己的宅院建立严氏塾馆，聘请张伯苓教授子侄英文、算学、理化等西方新式教育的课程。1904年，严修、张伯苓等人在塾馆私学的基础上缔造了私立南开中学，很快在天津的中等教育中显示出新式教育的蓬勃朝气和先进性，受到社会的好评。
1905年，在严修的主持下，把设在天津城西如意庵的私立中法学堂，改组为如意庵官立中学堂。
严修出任直隶省学校司督办主持全省教育时，依然大力推进新式教育的发展。

### 提倡女子教育

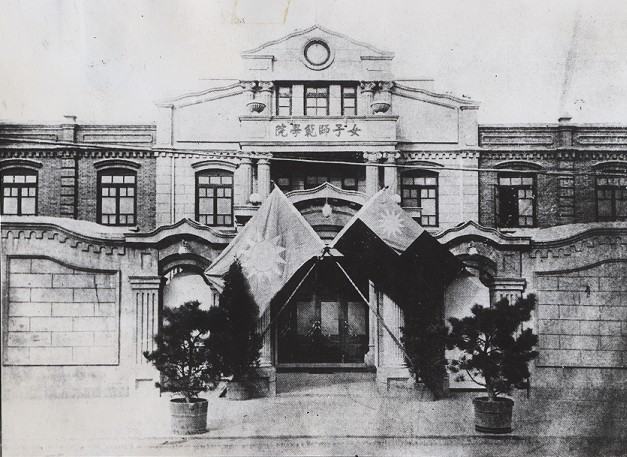
河北省立女子师范学院

严修主张男女平等。清光绪二十八年（1902）秋，严修自费率二子智崇、智怡赴日考察。在日期间，专程考察日本女子教育现状，访问日本女子教育家大野铃子、教育家伊泽修二等，参观考察杜边小学校、华族女学校、爱珠幼稚园、常盘小学校附属幼稚园、庆应义塾等。回国后，于是年冬，在其家宅创办了严氏女塾，入学学生主要是严氏家属和亲友之女儿。严修次子严智怡任主任兼教员教授国文，三子严智钟山修教英文，聘请日本教员川本教日文和唱歌，山口教手工，野崎教织布。严修曾亲自教作文，女塾所用教科书和教具，多是严修从日本带回的民国以来，女学又先后成立高小班、中学班。
1904年，严修在主管直隶省学务期间，倡导创办了北洋女子公学，后更名为北洋女师范学堂等，延续至今为天津美术学院和河北师范大学。
1923年，严修协助张伯苓在南开学校体系内建立了南开女子中学，延续至今为天津市第二南开中学。

### 创办南开大学

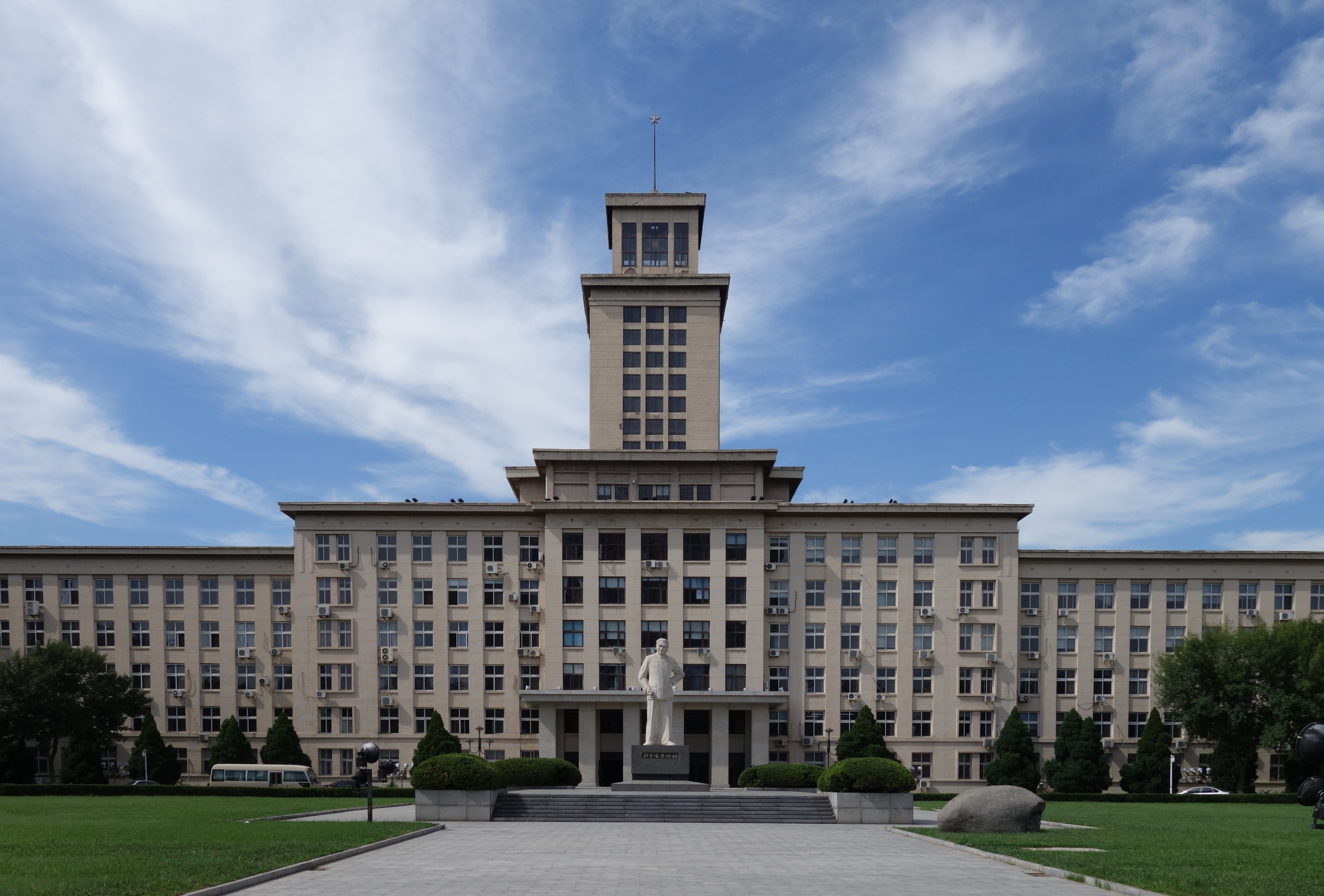
南开大学八里台校区主教学楼

严修与张伯苓认为，中等教育仅为国民教育的初步，只有大学才能够应对国家和社会的需求，才能与欧美发达国家相颉颃。因此，在年迈之年，严修致力于创办一所大学。
1917年，在尝试创建的专门部和高等师范班一年便失败后，严修派张伯苓先期前往美国哥伦比亚大学研究大学经营之道。同年，严修也亲赴美国对哥伦比亚大学、芝加哥大学、旧金山大学等著名私立大学的运作进行考察。1918年底回国之后，严修和张伯苓开始为南开大学的创建奔走。两人先行前往北京，面见教育总长傅增湘及多位知名学者，讨论大学成立事宜，又找到梁士诒、曹汝霖、周自齐、范源濂等人，募集大学创建的资金。之后两人又亲自或派人前往多处，争取各地军阀支持。严修、张伯苓曾拜会曾多次给南开捐款的天津籍江苏督军李纯，恳请帮助筹款。1920年10月，李纯临死前立下遗嘱，将家产的四分之一，约合50万银元捐给南开大学作为永久基金。

### 倡导移风易俗
严修积极倡导社会转型、移风易俗，倡导现代文明的生活理念，热衷于地方公益事业。中华民国成立后，严修拒绝以清朝遗老自居，率先剪掉辫子，废除跪拜礼，避而不见退位后到天津寓居的溥仪。
同时，严修反对嫖娼、征妓、纳妾、赌博、大操大办婚丧嫁娶等社会陋俗，对有赌博癖好者如梁启超、林墨青等名士时常规谏，每逢寿日他就外出避寿，家中婚丧一律从简。
严修反对女子缠足等歧视女性的封建传统。1910年，清廷资政院会议，严修通过天津代表胡玉孙递交《不缠足说帖》，希望清朝政府颁布法令禁止女子缠足。他还与天津教育家林墨青合作筹组“放足会”，并组织亲自作《放足歌》，在严氏女塾及女学内传唱。

## 文学

### 著作
严修有《严修东游日记》《严范孙先生古近体诗存稿》《蟫香馆手札》等著作出版。

### 诗歌
严修主持城南诗社时期的诗歌与域外纪游诗是其诗歌创作的特色所在。严修的诗歌创作高峰出现在晚年。1921年，严修有感于存社诗文唱和兴盛，在天津发起成立了城南诗社，讲授并观摩旧诗文创作。此时，严修的诗歌反映了北洋乱世时期文人的特殊心态。严修作为曾经的清廷官员，在辛亥革命以后的创作充满了对国家前途和民生的忧虑，而非同其他清朝遗老一样多表达遗民之思。严修的欧美纪游诗多关注欧美国家当时的进步文明，反思当时中国的落后，反映了传统知识分子罕见的革新思想。

## 评价

### 研究
严修是中国近代重要的教育家，曾被袁世凯聘为直隶学务长，在一年的任期中，要求每个府县必须设立一座学堂，同时设立一座师范学校，主持建立了天津模范小学、天河师范学堂、北洋师范学堂、直隶女子师范学堂、直隶高等法政学堂等校。弃政从教后，严修创办私立南开中学、南开大学、南开女子中学和南开小学等南开系列学校及崇化学会等形成了系统化的教育思想。严修曾任贵州学政并主张废除科举、兴办新式学校，在中国近现代教育发展进程中具有重要的地位与作用，因此严修近代的教育思想以来是学术界研究的热点。

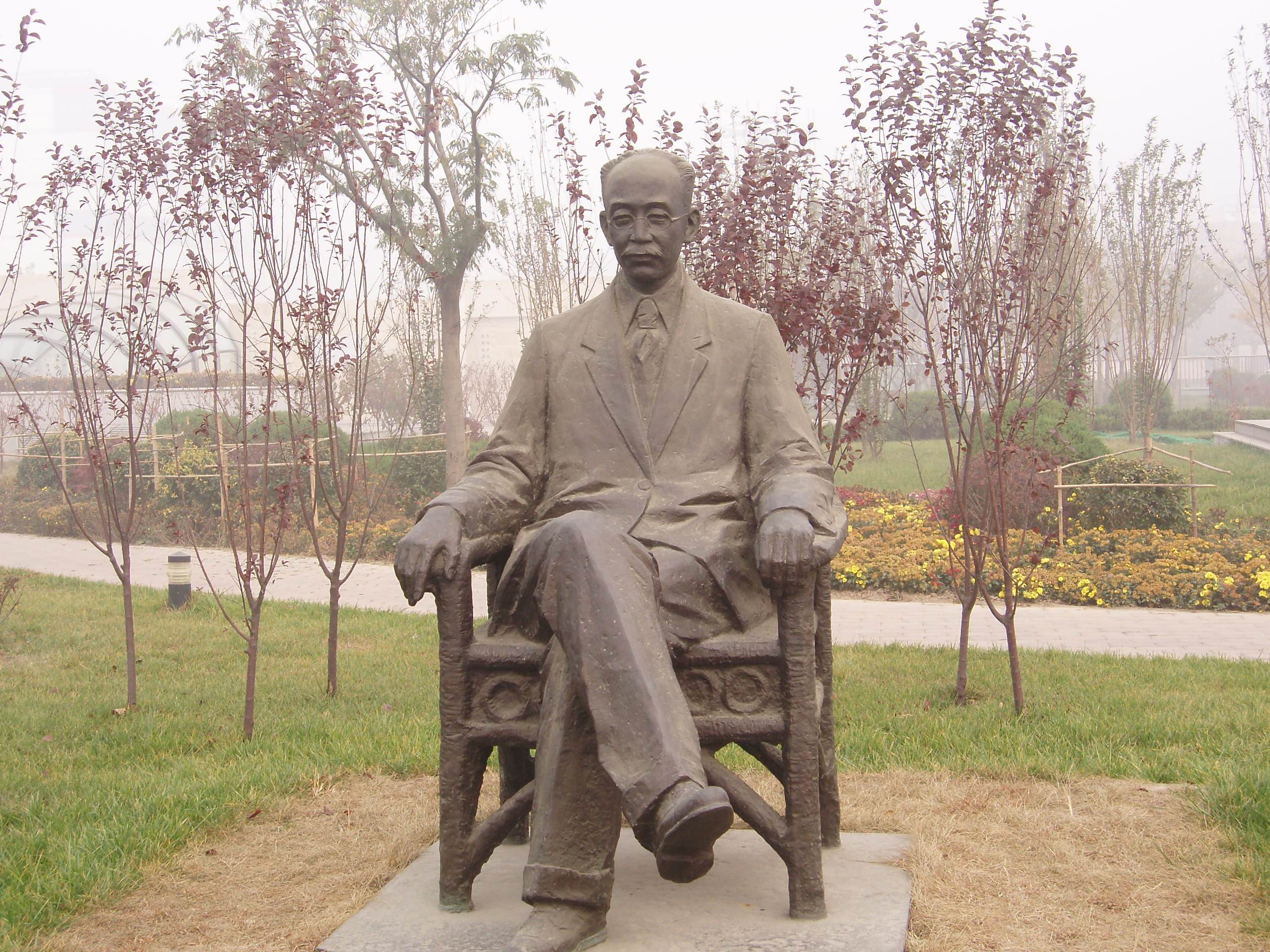
南开中学校园内的严修铜像

2019年，天津市严修研究会成立。

### 各界评价
张伯苓和早期南开校友对严修十分崇敬，将其尊为校父。张伯苓称赞说，严修“指给我人之方向，即是教育须为国为公”“南开之精神，即是严先生的精神”。
1897年，严修奏开经济特科之举，被梁启超称之为“新政最初之起点”。
蔡元培说评价严修“于旧道德素称高贵”，周恩来则评价“严先生是封建社会的一个好人”“他就像一碗高汤，清而有味。”。
1948年，胡适在《另一个中国》中撰文称“严修是中国旧道德传统和学识渊博最可敬佩的代表人物。他是一位学者、藏书家、诗人、哲学家、最具公德心的爱国志士。他对教育的信念、对于新时代新学识的虚心接受和他在天津地方、直隶全省的道德名望，给年轻的张伯苓在创立远大的教育事业上有莫大的助力。”

### 纪念

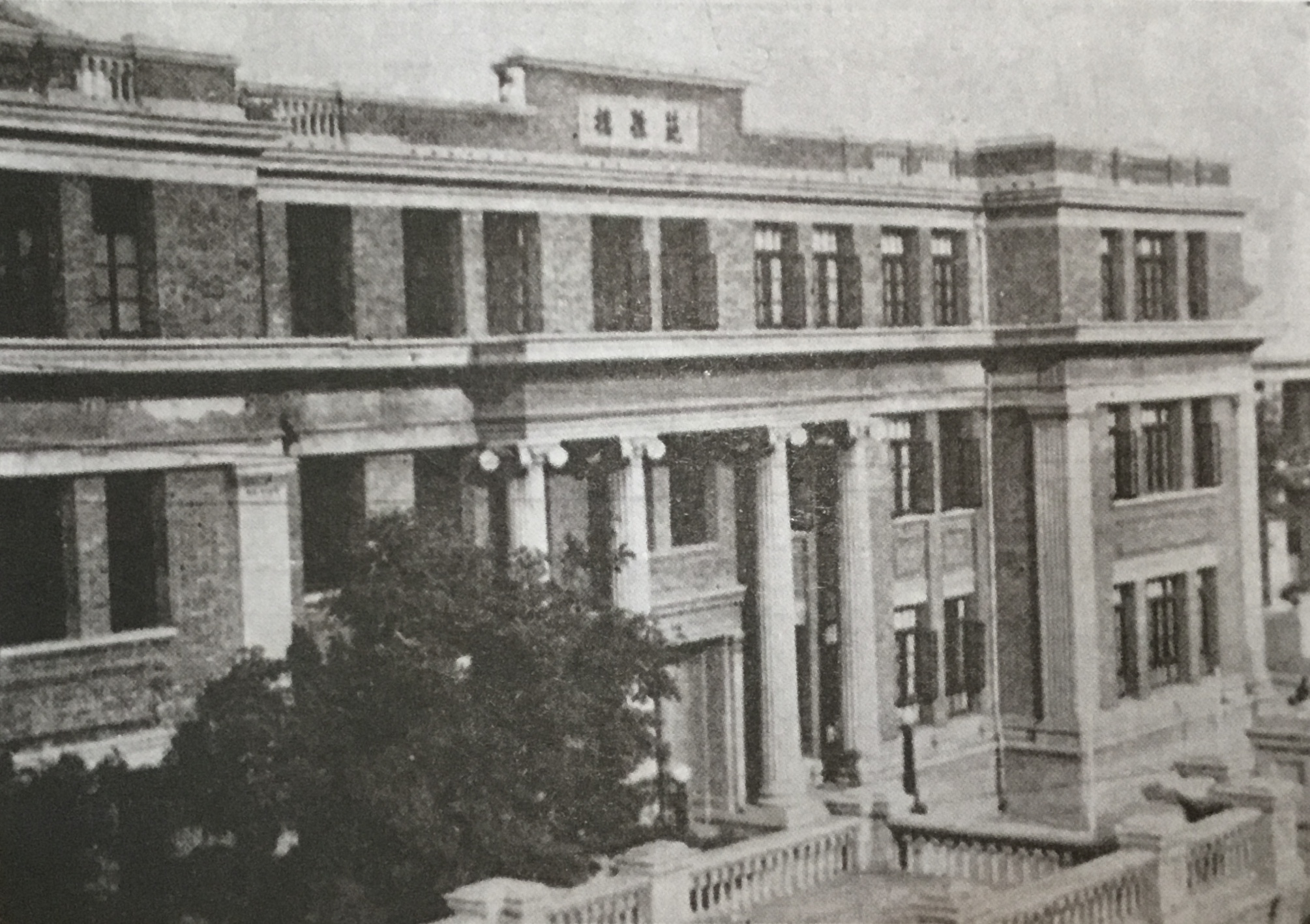
天津南开中学内以严修的字“范孙”命名的范孙楼

严修逝世后，天津南开中学、南开大学校园内均兴建了以严修的字“范孙”命名的“范孙楼”，以纪念严修创办南开学校。
2019年，严修逝世90周年及其创办的南开大学建校100周年、南开中学建校115周年之际，肇始于严修次子严智怡创办的天津博物馆为了纪念严修在天津近代教育史上的贡献，策划了《智启津沽：严修与天津近代文化教育展》常设展览以资纪念。
2022年4月，严修诞辰162周年之际，南开大学校史研究室和天津市严修研究会、天津市张伯苓研究会共同编辑完成了南开大学校史丛书之《严修纪念文集》，由天津古籍出版社出版。

## 家庭

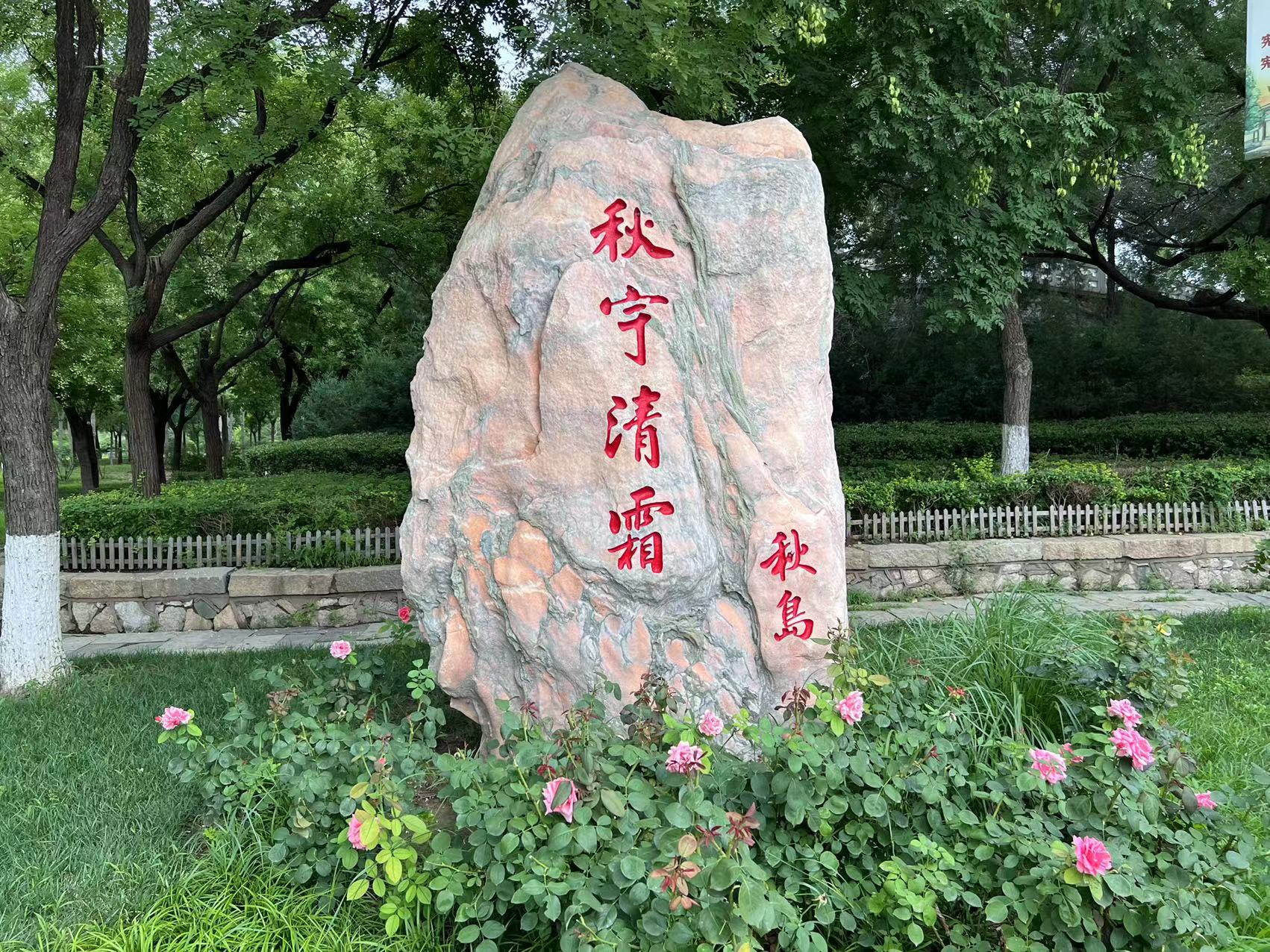
天津水上公园严修集字秋宇清霜秋岛题词

严修是清末巨商严信厚的堂侄，是费市严家第二代的代表人物之一。
严修二子严智怡，中国近代博物院事业创建人之一。曾任直隶商品陈列馆馆长，1916年筹组天津博物院，1922年后先后任天津博物院院长、天津广智馆董事长、河北第一博物院院长等职。
五子嚴智鍾，医学教育家，曾任国立台湾大学医学院院长。
七子严智开，美术教育家，曾任北平艺专校长、国立北京美术学校主任教授、教务长之职，创办了天津美术馆，并担任馆长。严智开女儿严仁英，曾任任北京大学第一医院院长，中国妇产科、妇女保健学专家。